# Mark Woodforde
Mark Raymond Woodforde (ur. 23 września 1965 w Adelaide) – australijski tenisista, zwycięzca 12 turniejów wielkoszlemowych w grze podwójnej i 5 w grze mieszanej, lider rankingu ATP deblistów, złoty medalista igrzysk olimpijskich z Atlanty (1996) w grze podwójnej i srebrny medalista igrzysk olimpijskich z Sydney (2000), zdobywca Pucharu Davisa.

## Kariera tenisowa
Woodforde karierę tenisową rozpoczął w 1984 roku. Jako singlista wywalczył 4 tytuły w turniejach rangi ATP World Tour. Dwukrotnie wygrał zawody w Adelaide i po razie triumfował w Auckland oraz Filadelfii. Dodatkowo pięciokrotnie dochodził do finałów zawodów ATP World Tour. W 1996 roku, mając już ponad 30 lat Australijczyk awansował do półfinału wielkoszlemowego Australian Open. Po drodze zdołał wyeliminować m.in. Marka Philippoussisa i Thomasa Enqvista; przegrał dopiero z Borisem Beckerem. W kwietniu tegoż samego sezonu Woodforde osiągnął najwyższą pozycję w singlowym rankingu, nr 19.
W grze podwójnej pierwsze turniejowe zwycięstwo w rozgrywkach kategorii ATP World Tour odniósł razem z Johnem McEnroe w Los Angeles w 1988 roku. Rok później debliści wywalczyli tytuł w wielkoszlemowym US Open. W 1991 roku Woodforde zaczął grać w parze z Toddem Woodbridge. Zawodnicy wspólnie startowali aż do 2000 roku i przez ten okres stworzyli jedną z najbardziej utytułowanych par deblowych, znaną jako „The Woodies”. Zwyciężyli łącznie w 61 turniejach, w tym 11 wielkoszlemowych. Pozostawali niepokonani na Wimbledonie w latach 1993−1997. Przez dziewięć lat z rzędu kwalifikowali się do turnieju Masters Cup, wygrywając imprezę dwa razy (1992, 1996). W latach 1992, 1995, 1996, 1997 i 2000 para była wybierana deblem roku. W 1996 roku zdobyli złoty medal podczas igrzysk olimpijskich w Atlancie, a cztery lata później srebrny medal na olimpiadzie w Sydney. W listopadzie 1992 roku Woodforde został liderem klasyfikacji deblistów. Tego samego roku zakończył sezon jako lider w rankingu deblowym, a także w 1996 i 2000 roku.
W grze mieszanej Woodforde wygrał pięć turniejów wielkoszlemowych, partnerując rodaczce Nicole Provis, Amerykance Martinie Navrátilovej oraz Hiszpance Arantxrze Sánchez Vicario.
W latach 1988−2000 występował w reprezentacji Australii w Pucharze Davisa. Początkowo grał jako singlista. W 1993 roku przyczynił się do awansu Australii do finału, ale w decydującym meczu z Niemcami przegrał grę podwójną (z Woodbridge) przeciwko Michaelowi Stichowi i Patrikowi Kühnenowi. W 1999 roku zdobył z Woodbridge punkt deblowy w finale z Francją, co pomogło zespołowi wywalczyć tytuł po raz pierwszy od 13 lat. Rok później w finale Australijczycy nie sprostali Hiszpanom i tym właśnie meczem Woodforde zakończył karierę. Bilans jego występów reprezentacji to 21 zwycięstw i 15 porażek.
W ciągu szesnastu lat kariery Woodforde zarobił ponad 8 i pół miliona dolarów. W 2003 roku został trenerem ekipy australijskiej w kobiecym Fed Cup. Razem z Woodbridge prowadził aktywną działalność charytatywną w ramach Stowarzyszenia Tenisistów Zawodowych (ATP).
W 2010 roku, wraz z Toddem Woodbridge, został przyjęty do Międzynarodowej Tenisowej Galerii Sławy.

### Finały w turniejach ATP World Tour

#### Gra pojedyncza (4−5)
| Legenda                                                  |
| Wielki Szlem (0–0)                                       |
| Igrzyska olimpijskie (0–0)                               |
| Tennis Masters Cup / ATP World Tour Finals (0–0)         |
| ATP Masters Series / ATP World Tour Masters 1000 (0–0)   |
| ATP International Series Gold / ATP World Tour 500 (1–1) |
| ATP International Series / ATP World Tour 250 (3–4)      |

| Wygrane według nawierzchni |
| Twarda (3–3)               |
| Ceglana (0–0)              |
| Trawiasta (0–0)            |
| Dywanowa (1–2)             |

| Końcowy wynik | Nr | Data                 | Turniej     | Nawierzchnia    | Przeciwnik       | Wynik finału       |
| Zwycięzca     | 1. | 12 stycznia 1986     | Auckland    | Twarda          | Bud Schultz      | 6:4, 6:3, 3:6, 6:4 |
| Zwycięzca     | 2. | 3 stycznia 1988      | Adelaide    | Twarda          | Wally Masur      | 6:2, 6:4           |
| Zwycięzca     | 3. | 8 stycznia 1989      | Adelaide    | Twarda          | Patrik Kühnen    | 7:5, 1:6, 7:5      |
| Finalista     | 1. | 8 października 1989  | Brisbane    | Twarda          | Nicklas Kroon    | 6:4, 2:6, 4:6      |
| Finalista     | 2. | 9 sierpnia 1992      | Los Angeles | Twarda          | Richard Krajicek | 4:6, 6:2, 4:6      |
| Finalista     | 3. | 15 listopada 1992    | Antwerpia   | Dywanowa (hala) | Richard Krajicek | 2:6, 2:6           |
| Zwycięzca     | 4. | 21 lutego 1993       | Filadelfia  | Dywanowa (hala) | Ivan Lendl       | 5:4 krecz          |
| Finalista     | 4. | 7 sierpnia 1994      | Los Angeles | Twarda          | Boris Becker     | 2:6, 2:6           |
| Finalista     | 5. | 18 października 1998 | Singapur    | Dywanowa (hala) | Marcelo Ríos     | 4:6, 2:6           |

#### Gra podwójna (67−24)
| Legenda                                                   |
| Wielki Szlem (12–4)                                       |
| Igrzyska olimpijskie (1–1)                                |
| Tennis Masters Cup / ATP World Tour Finals (2–2)          |
| ATP Masters Series / ATP World Tour Masters 1000 (14–2)   |
| ATP International Series Gold / ATP World Tour 500 (11–2) |
| ATP International Series / ATP World Tour 250 (27–13)     |

| Wygrane według nawierzchni |
| Twarda (35–14)             |
| Ceglana (9–5)              |
| Trawiasta (10–3)           |
| Dywanowa (13–2)            |

| Końcowy wynik | Nr  | Data                 | Turniej                       | Nawierzchnia    | Partner         | Przeciwnicy w finale               | Wynik finału             |
| Finalista     | 1.  | 28 lipca 1985        | Hilversum                     | Ceglana         | Carl Limberger  | Stefan Simonsson Hans Simonsson    | 3:6, 4:6                 |
| Finalista     | 2.  | 11 stycznia 1987     | Auckland                      | Twarda          | Carl Limberger  | Kelly Jones Brad Pearce            | 6:7, 6:7                 |
| Finalista     | 3.  | 19 lipca 1987        | Bordeaux                      | Ceglana         | Darren Cahill   | Sergio Casal Emilio Sánchez        | 3:6, 3:6                 |
| Finalista     | 4.  | 30 sierpnia 1987     | Rye Brook                     | Twarda          | Carl Limberger  | Lloyd Bourne Jeff Klaparda         | 3:6, 3:6                 |
| Finalista     | 5.  | 3 stycznia 1988      | Adelaide                      | Twarda          | Carl Limberger  | Darren Cahill Mark Kratzmann       | 6:4, 2:6, 5:7            |
| Zwycięzca     | 1.  | 25 września 1988     | Los Angeles                   | Twarda          | John McEnroe    | Peter Doohan Jim Grabb             | 6:4, 6:4                 |
| Zwycięzca     | 2.  | 2 października 1988  | San Francisco                 | Dywanowa (hala) | John McEnroe    | Scott Davis Tim Wilkison           | 6:4, 7:6                 |
| Zwycięzca     | 3.  | 30 kwietnia 1989     | Monte Carlo                   | Ceglana         | Tomáš Šmíd      | Paolo Canè Diego Nargiso           | 1:6, 6:4, 6:2            |
| Zwycięzca     | 4.  | 10 września 1989     | US Open, Nowy Jork            | Twarda          | John McEnroe    | Ken Flach Robert Seguso            | 6:4, 4:6, 6:3, 6:3       |
| Finalista     | 6.  | 30 września 1990     | Brisbane                      | Twarda          | Brian Garrow    | Jason Stoltenberg Todd Woodbridge  | 6:2, 4:6, 4:6            |
| Zwycięzca     | 5.  | 17 lutego 1991       | Bruksela                      | Dywanowa (hala) | Todd Woodbridge | Libor Pimek Michiel Schapers       | 6:3, 6:0                 |
| Zwycięzca     | 6.  | 10 marca 1991        | Kopenhaga                     | Dywanowa (hala) | Todd Woodbridge | Mansur Bahrami Andriej Olchowski   | 6:3, 6:1                 |
| Zwycięzca     | 7.  | 16 czerwca 1991      | Londyn                        | Trawiasta       | Todd Woodbridge | Grant Connell Glenn Michibata      | 6:4, 7:6                 |
| Zwycięzca     | 8.  | 29 września 1991     | Brisbane                      | Twarda          | Todd Woodbridge | John Fitzgerald Glenn Michibata    | 7:6, 6:3                 |
| Zwycięzca     | 9.  | 26 stycznia 1992     | Australian Open, Melbourne    | Twarda          | Todd Woodbridge | Kelly Jones Rick Leach             | 6:4, 6:3, 6:4            |
| Zwycięzca     | 10. | 16 lutego 1992       | Memphis                       | Twarda (hala)   | Todd Woodbridge | Kevin Curren Gary Muller           | 7:5, 4:6, 7:6            |
| Zwycięzca     | 11. | 23 lutego 1992       | Filadelfia                    | Dywanowa (hala) | Todd Woodbridge | Jim Grabb Richey Reneberg          | 6:4, 7:6                 |
| Zwycięzca     | 12. | 5 kwietnia 1992      | Singapur                      | Twarda          | Todd Woodbridge | Grant Connell Glenn Michibata      | 6:7, 6:2, 6:4            |
| Zwycięzca     | 13. | 16 sierpnia 1992     | Cincinnati                    | Twarda          | Todd Woodbridge | Patrick McEnroe Jonathan Stark     | 6:3, 1:6, 6:3            |
| Zwycięzca     | 14. | 18 października 1992 | Tokio                         | Dywanowa (hala) | Todd Woodbridge | Jim Grabb Richey Reneberg          | 6:3, 1:6, 6:3            |
| Zwycięzca     | 15. | 1 listopada 1992     | Sztokholm                     | Dywanowa (hala) | Todd Woodbridge | Steve DeVries David Macpherson     | 6:3, 6:4                 |
| Zwycięzca     | 16. | 22 listopada 1992    | ATP Finals, Johannesburg      | Twarda          | Todd Woodbridge | John Fitzgerald Anders Järryd      | 6:2, 7:6, 5:7, 3:6, 6:3  |
| Zwycięzca     | 17. | 10 stycznia 1993     | Adelaide                      | Twarda          | Todd Woodbridge | John Fitzgerald Laurie Warder      | 6:4, 7:5                 |
| Zwycięzca     | 18. | 14 lutego 1993       | Memphis                       | Twarda (hala)   | Todd Woodbridge | Jacco Eltingh Paul Haarhuis        | 7:5, 6:2                 |
| Zwycięzca     | 19. | 13 czerwca 1993      | Londyn                        | Trawiasta       | Todd Woodbridge | Neil Broad Gary Muller             | 6:7, 6:3, 6:4            |
| Zwycięzca     | 20. | 4 lipca 1993         | Wimbledon, Londyn             | Trawiasta       | Todd Woodbridge | Grant Connell Patrick Galbraith    | 7:6, 6:3, 7:6            |
| Zwycięzca     | 21. | 31 października 1993 | Sztokholm                     | Dywanowa (hala) | Todd Woodbridge | Gary Muller Danie Visser           | 6:1, 3:6, 6:2            |
| Finalista     | 7.  | 28 listopada 1993    | ATP Finals, Johannesburg      | Twarda(hala)    | Todd Woodbridge | Jacco Eltingh Paul Haarhuis        | 6:7, 6:7, 4:6            |
| Zwycięzca     | 22. | 6 lutego 1994        | Dubaj                         | Twarda          | Todd Woodbridge | Darren Cahill John Fitzgerald      | 6:7, 6:4, 6:2            |
| Zwycięzca     | 23. | 17 kwietnia 1994     | Nicea                         | Ceglana         | Javier Sánchez  | Hendrik Jan Davids Piet Norval     | 7:5, 6:3                 |
| Zwycięzca     | 24. | 8 maja 1994          | Pinehurst                     | Ceglana         | Todd Woodbridge | Jared Palmer Richey Reneberg       | 6:2, 3:6, 6:3            |
| Finalista     | 8.  | 12 czerwca 1994      | Londyn                        | Trawiasta       | Todd Woodbridge | Jan Apell Jonas Björkman           | 6:3, 6:7, 4:6            |
| Zwycięzca     | 25. | 3 lipca 1994         | Wimbledon, Londyn             | Trawiasta       | Todd Woodbridge | Grant Connell Patrick Galbraith    | 7:6(3), 6:3, 6:1         |
| Zwycięzca     | 26. | 7 sierpnia 1994      | Los Angeles                   | Twarda          | John Fitzgerald | Scott Davis Brian MacPhie          | 4:6, 6:2, 6:0            |
| Zwycięzca     | 27. | 21 sierpnia 1994     | Indianapolis                  | Twarda          | Todd Woodbridge | Jim Grabb Richey Reneberg          | 6:3, 6:4                 |
| Finalista     | 9.  | 11 września 1994     | US Open, Nowy Jork            | Twarda          | Todd Woodbridge | Jacco Eltingh Paul Haarhuis        | 3:6, 6:7                 |
| Zwycięzca     | 28. | 30 października 1994 | Sztokholm                     | Dywanowa (hala) | Todd Woodbridge | Jan Apell Jonas Björkman           | 6:3, 6:4                 |
| Finalista     | 10. | 27 listopada 1994    | ATP Finals, Dżakarta          | Twarda hala)    | Todd Woodbridge | Jan Apell Jonas Björkman           | 4:6, 6:4, 6:4, 6:7, 6:7  |
| Zwycięzca     | 29. | 15 stycznia 1995     | Sydney                        | Twarda          | Todd Woodbridge | Trevor Kronemann David Macpherson  | 7:6, 6:4                 |
| Zwycięzca     | 30. | 19 marca 1995        | Miami                         | Twarda          | Todd Woodbridge | Jim Grabb Patrick McEnroe          | 6:3, 7:6                 |
| Zwycięzca     | 31. | 14 maja 1995         | Pinehurst                     | Ceglana         | Todd Woodbridge | Alex O’Brien Sandon Stolle         | 6:2, 6:4                 |
| Zwycięzca     | 32. | 21 maja 1995         | Coral Springs                 | Ceglana         | Todd Woodbridge | Sergio Casal Emilio Sánchez        | 6:3, 6:1                 |
| Zwycięzca     | 33. | 9 lipca 1995         | Wimbledon, Londyn             | Trawiasta       | Todd Woodbridge | Rick Leach Scott Melville          | 7:5, 7:6, 7:6            |
| Zwycięzca     | 34. | 13 sierpnia 1995     | Cincinnati                    | Twarda          | Todd Woodbridge | Mark Knowles Daniel Nestor         | 6:2, 3:0 krecz           |
| Zwycięzca     | 35. | 10 września 1995     | US Open, Nowy Jork            | Twarda          | Todd Woodbridge | Alex O’Brien Sandon Stolle         | 6:3, 6:3                 |
| Finalista     | 11. | 27 listopada 1995    | Wiedeń                        | Dywanowa (hala) | Todd Woodbridge | Ellis Ferreira Jan Siemerink       | 4:6, 5:7                 |
| Zwycięzca     | 36. | 7 stycznia 1996      | Adelaide                      | Twarda          | Todd Woodbridge | Jonas Björkman Tommy Ho            | 7:5, 7:6                 |
| Finalista     | 12. | 25 lutego 1996       | Memphis                       | Twarda (hala)   | Todd Woodbridge | Mark Knowles Daniel Nestor         | 4:6, 5:7                 |
| Zwycięzca     | 37. | 3 marca 1996         | Filadelfia                    | Dywanowa (hala) | Todd Woodbridge | Byron Black Grant Connell          | 7:6, 6:2                 |
| Zwycięzca     | 38. | 17 marca 1996        | Indian Wells                  | Twarda          | Todd Woodbridge | Brian MacPhie Michael Tebbutt      | 1:6, 6:2, 6:2            |
| Zwycięzca     | 39. | 24 marca 1996        | Miami                         | Twarda          | Todd Woodbridge | Ellis Ferreira Patrick Galbraith   | 6:1, 6:3                 |
| Zwycięzca     | 40. | 21 kwietnia 1996     | Tokio                         | Twarda          | Todd Woodbridge | Mark Knowles Rick Leach            | 6:2, 6:3                 |
| Zwycięzca     | 41. | 19 maja 1996         | Coral Springs                 | Ceglana         | Todd Woodbridge | Ivan Baron Brett Hansen-Dent       | 6:3, 6:3                 |
| Zwycięzca     | 42. | 16 czerwca 1996      | Londyn                        | Trawiasta       | Todd Woodbridge | Sébastien Lareau Alex O’Brien      | 6:3, 7:6                 |
| Zwycięzca     | 43. | 7 lipca 1996         | Wimbledon, Londyn             | Trawiasta       | Todd Woodbridge | Byron Black Grant Connell          | 4:6, 6:1, 6:3, 6:2       |
| Zwycięzca     | 44. | 29 lipca 1996        | Igrzyska olimpijskie, Atlanta | Twarda          | Todd Woodbridge | Neil Broad Tim Henman              | 6:4, 6:4, 6:2            |
| Zwycięzca     | 45. | 8 września 1996      | US Open, Nowy Jork            | Twarda          | Todd Woodbridge | Jacco Eltingh Paul Haarhuis        | 4:6, 7:6, 7:6            |
| Zwycięzca     | 46. | 6 października 1996  | Singapur                      | Dywanowa (hala) | Todd Woodbridge | Martin Damm Andriej Olchowski      | 7:6, 7:6                 |
| Zwycięzca     | 47. | 17 listopada 1996    | ATP Finals, Hartford          | Dywanowa (hala) | Todd Woodbridge | Sébastien Lareau Alex O’Brien      | 6:4, 5:7, 6:2, 7:6       |
| Finalista     | 13. | 5 stycznia 1997      | Adelaide                      | Twarda          | Todd Woodbridge | Patrick Rafter Bryan Shelton       | 4:6, 6:1, 3:6            |
| Zwycięzca     | 48. | 26 stycznia 1997     | Australian Open, Melbourne    | Twarda          | Todd Woodbridge | Sébastien Lareau Alex O’Brien      | 4:6, 7:5, 7:5, 6:3       |
| Zwycięzca     | 49. | 23 marca 1997        | Miami                         | Twarda          | Todd Woodbridge | Mark Knowles Daniel Nestor         | 7:6, 7:6                 |
| Finalista     | 14. | 8 czerwca 1997       | French Open, Paryż            | Ceglana         | Todd Woodbridge | Jewgienij Kafielnikow Daniel Vacek | 6:7, 6:4, 3:6            |
| Zwycięzca     | 50. | 6 lipca 1997         | Wimbledon, Londyn             | Trawiasta       | Todd Woodbridge | Jacco Eltingh Paul Haarhuis        | 7:6(4), 7:6(7), 5:7, 6:3 |
| Zwycięzca     | 51. | 10 sierpnia 1997     | Cincinnati                    | Twarda          | Todd Woodbridge | Mark Philippoussis Patrick Rafter  | 7:6, 4:6, 6:4            |
| Zwycięzca     | 52. | 26 października 1997 | Stuttgart                     | Dywanowa (hala) | Todd Woodbridge | Rick Leach Jonathan Stark          | 6:3, 6:3                 |
| Zwycięzca     | 53. | 18 stycznia 1998     | Sydney                        | Twarda          | Todd Woodbridge | Jacco Eltingh Daniel Nestor        | 6:3, 7:5                 |
| Finalista     | 15. | 1 lutego 1998        | Australian Open, Melbourne    | Twarda          | Todd Woodbridge | Jonas Björkman Jacco Eltingh       | 2:6, 7:5, 6:2, 4:6, 3:6  |
| Zwycięzca     | 54. | 15 lutego 1998       | San Jose                      | Twarda (hala)   | Todd Woodbridge | Nelson Aerts André Sá              | 6:1, 7:5                 |
| Zwycięzca     | 55. | 22 lutego 1998       | Memphis                       | Twarda (hala)   | Todd Woodbridge | Ellis Ferreira David Roditi        | 6:3, 6:4                 |
| Finalista     | 16. | 26 kwietnia 1998     | Monte Carlo                   | Ceglana         | Todd Woodbridge | Jacco Eltingh Paul Haarhuis        | 4:6, 2:6                 |
| Zwycięzca     | 56. | 3 maja 1998          | Monachium                     | Ceglana         | Todd Woodbridge | Joshua Eagle Andrew Florent        | 6:0, 6:3                 |
| Finalista     | 17. | 5 lipca 1998         | Wimbledon, Londyn             | Trawiasta       | Todd Woodbridge | Jacco Eltingh Paul Haarhuis        | 6:2, 4:6, 6:7, 7:5, 8:10 |
| Finalista     | 18. | 11 października 1998 | Szanghaj                      | Dywanowa (hala) | Todd Woodbridge | Mahesh Bhupathi Leander Paes       | 4:6, 7:6, 6:7            |
| Zwycięzca     | 57. | 18 października 1998 | Singapur                      | Dywanowa (hala) | Todd Woodbridge | Mahesh Bhupathi Leander Paes       | 6:2, 6:3                 |
| Zwycięzca     | 58. | 14 lutego 1999       | San Jose                      | Twarda (hala)   | Todd Woodbridge | Ałeksandar Kitinow Nenad Zimonjić  | 7:5, 6:7(3), 6:4         |
| Zwycięzca     | 59. | 21 lutego 1999       | Memphis                       | Twarda (hala)   | Todd Woodbridge | Sébastien Lareau Alex O’Brien      | 6:3, 6:4                 |
| Finalista     | 19. | 2 maja 1999          | Atlanta                       | Ceglana         | Todd Woodbridge | Patrick Galbraith Justin Gimelstob | 7:5, 6:7, 3:6            |
| Finalista     | 20. | 13 czerwca 1999      | Londyn                        | Trawiasta       | Todd Woodbridge | Sébastien Lareau Alex O’Brien      | 3:6, 6:7(3)              |
| Finalista     | 21. | 15 sierpnia 1999     | Cincinnati                    | Twarda          | Todd Woodbridge | Jonas Björkman Byron Black         | 3:6, 6:7(6)              |
| Finalista     | 22. | 10 października 1999 | Szanghaj                      | Twarda          | Todd Woodbridge | Sébastien Lareau Daniel Nestor     | 5:7, 3:6                 |
| Finalista     | 23. | 17 października 1999 | Singapur                      | Twarda (hala)   | Todd Woodbridge | Maks Mirny Eric Taino              | 3:6, 4:6                 |
| Zwycięzca     | 60. | 9 stycznia 2000      | Adelaide                      | Twarda          | Todd Woodbridge | Lleyton Hewitt Sandon Stolle       | 6:4, 6:2                 |
| Zwycięzca     | 61. | 16 stycznia 2000     | Sydney                        | Twarda          | Todd Woodbridge | Lleyton Hewitt Sandon Stolle       | 7:5, 6:4                 |
| Zwycięzca     | 62. | 26 marca 2000        | Miami                         | Twarda          | Todd Woodbridge | Martin Damm Dominik Hrbatý         | 6;3, 6:4                 |
| Zwycięzca     | 63. | 21 maja 2000         | Hamburg                       | Ceglana         | Todd Woodbridge | Wayne Arthurs Sandon Stolle        | 6:7(4), 6:4, 6:3         |
| Zwycięzca     | 64. | 11 czerwca 2000      | French Open, Paryż            | Ceglana         | Todd Woodbridge | Paul Haarhuis Sandon Stolle        | 7:6(7), 6:4              |
| Zwycięzca     | 65. | 18 czerwca 2000      | Londyn                        | Trawiasta       | Todd Woodbridge | Jonathan Stark Eric Taino          | 6:7(5), 6:3, 7:6(1)      |
| Zwycięzca     | 66. | 9 lipca 2000         | Wimbledon, Londyn             | Trawiasta       | Todd Woodbridge | Paul Haarhuis Sandon Stolle        | 6:3, 6:4, 6:1            |
| Zwycięzca     | 67. | 13 sierpnia 2000     | Cincinnati                    | Twarda          | Todd Woodbridge | Ellis Ferreira Rick Leach          | 7:6(6), 6:4              |
| Finalista     | 24. | 24 września 2000     | Igrzyska olimpijskie, Sydney  | Twarda          | Todd Woodbridge | Sébastien Lareau Daniel Nestor     | 7:5, 3:6, 4:6, 6:7(2)    |

#### Gra mieszana (5−2)
| Wygrane według nawierzchni |
| Twarda (3–1)               |
| Ceglana (1–0)              |
| Trawiasta (1–1)            |
| Dywanowa (0–0)             |

| Końcowy wynik | Nr | Data             | Turniej                    | Nawierzchnia | Partnerka           | Przeciwnicy w finale            | Wynik finału   |
| Zwycięzca     | 1. | 26 stycznia 1992 | Australian Open, Melbourne | Twarda       | Nicole Provis       | Arantxa Sánchez Todd Woodbridge | 6:3, 4:6, 11:9 |
| Zwycięzca     | 2. | 7 czerwca 1992   | French Open, Paryż         | Ceglana      | Arantxa Sánchez     | Lori McNeil Bryan Shelton       | 6:2, 6:3       |
| Zwycięzca     | 3. | 13 września 1992 | US Open, Nowy Jork         | Twarda       | Nicole Provis       | Helena Suková Tom Nijssen       | 4:6, 6:3, 6:3  |
| Zwycięzca     | 4. | 4 lipca 1993     | Wimbledon, Londyn          | Trawiasta    | Martina Navrátilová | Manon Bollegraf Tom Nijssen     | 6:3, 6:4       |
| Finalista     | 1. | 12 września 1993 | US Open, Nowy Jork         | Twarda       | Martina Navrátilová | Helena Suková Todd Woodbridge   | 3:6, 6:7       |
| Zwycięzca     | 5. | 28 stycznia 1996 | Australian Open, Melbourne | Twarda       | Łarysa Sawczenko    | Nicole Arendt Luke Jensen       | 4:6, 7:5, 6:0  |
| Finalista     | 2. | 7 lipca 1996     | Wimbledon, Londyn          | Trawiasta    | Larysa Sawczenko    | Helena Suková Cyril Suk         | 6:1, 3:6, 2:6  |